# Малая Кольцевая дорога (Ташкент)
Малая Кольцевая дорога или Малая кольцевая автомобильная дорога (ТМКАД; узб. Kichik halqa yo'li) — окружная автомобильная дорога Ташкента, имеющая важное экономическое значение, проходящая по территориям нескольких районов города.

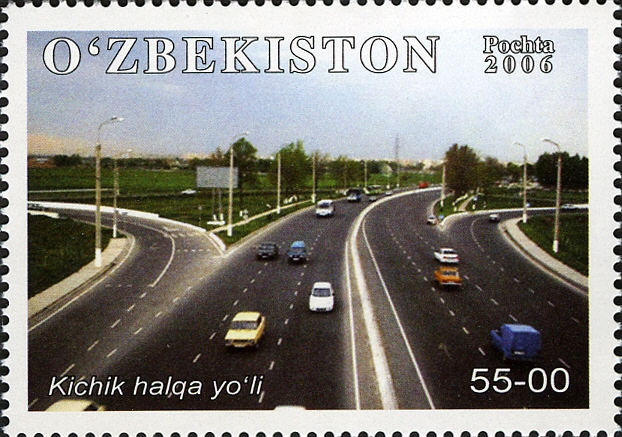
Почтовая марка. 2006 год.

## Ход строительства
Строительство Малой Кольцевой дороги было инициировано в 2000 году президентом Республики Узбекистан Исламом Каримовым с целью расширения территории Ташкента, увеличения количества транспортных средств и рациональной организации и координации движения на улицах города.
Работы по строительству малой кольцевой дороги велись поэтапно в период с 2000 по 2004 год.
Участок от проспекта Амира Темура до Северного вокзала введен в эксплуатацию в 2000 году, от Северного вокзала до Южного вокзала — в 2002 году, от улицы Усмана Насира до улицы Маннон Уйгур — в 2003 году. Были вновь созданы части Мирзо-Улугбекского и Хамзинского районов. Мосты, построенные на пересечении улиц Амира Темура и Бунёдкора, Ферганского шоссе, Паркента, Усмана Насыра, Маннона Уйгура, Уста Олима.
Также в ходе строительных работ были полностью реконструированы мосты через каналы Бозсу и Актепа.
С ноября 2024 по январь 2025 года были реконструированы съезды между улицей Махтумкули и МКАД.
В апреле-мае 2025 года часть Малой Кольцевой Дороги была реконструирована в результе улица стала шире.